# 华美风鸟
華美風鳥（学名：Lophorina superba）是一種極樂鳥，分佈於新畿內亞島的熱帶雨林。兩性異形，雄鳥黑色，額頭和胸前藍綠色；雌鳥為棕紅色。

## 图片集

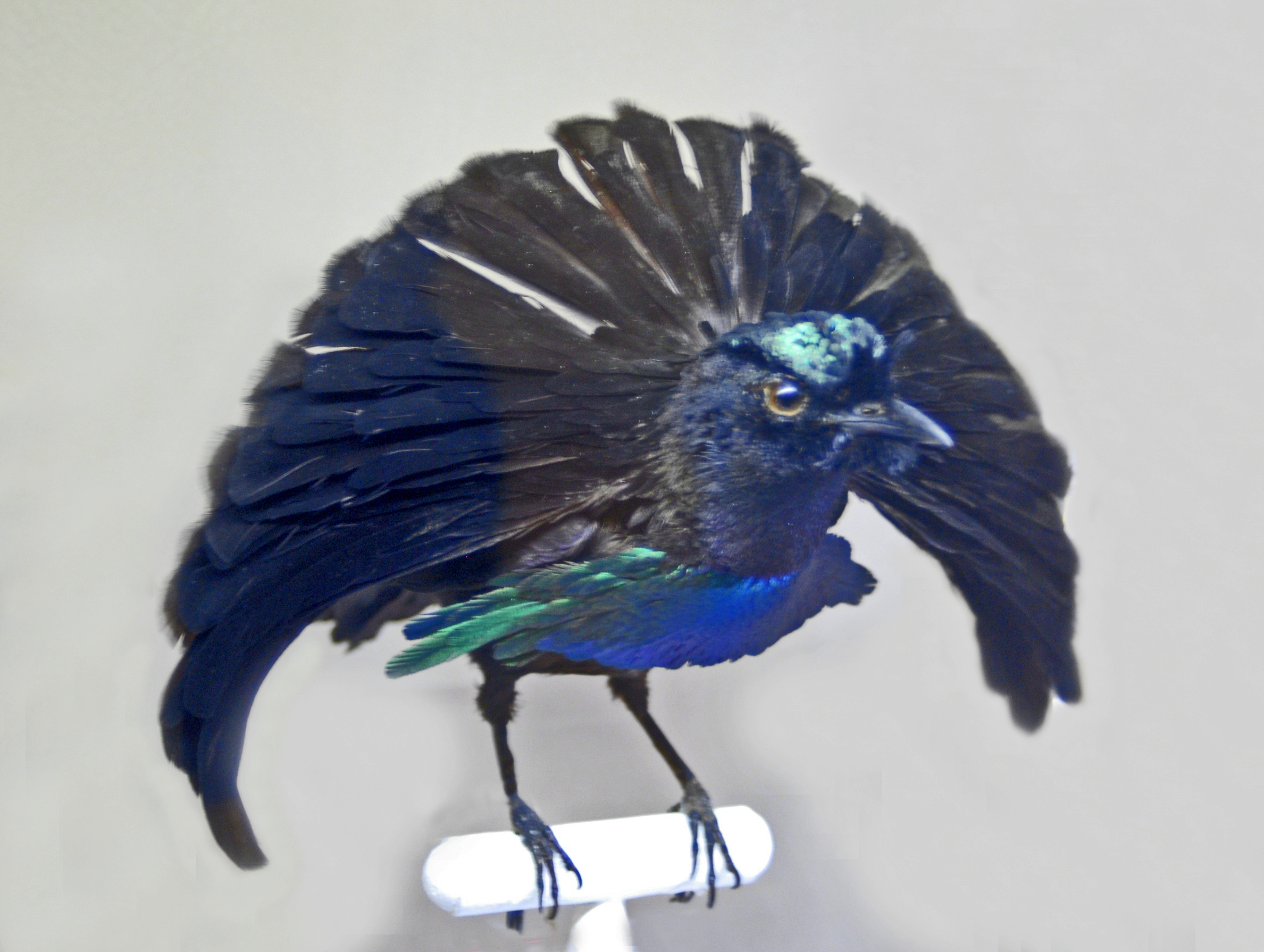
博物馆收藏的公鸟样本